# АЕС Цуруґа
Атомна електростанція Цуруґа (яп. 敦賀电机所, Tsurugi hacudenshō) діюча атомна електростанція в Японії. Вона розташована поблизу міста Цуруґа в префектурі Фукуї. Власником і оператором АЕС є Japan Atomic Power Company. Електростанція була запланована одночасно з атомною електростанцією Міхама.

## Історія та технічна інформація
18 вересня 1961 року міська рада прийняла рішення про будівництво другої атомної електростанції в районі Санріхама. 3 березня 1962 року уряд префектури Фукуї вирішив підтвердити план будівництва електростанції. У травні 1962 року план було перенесено до міста Цуруґа, оскільки район Санріхама почав здаватись непридатним для будівництва електростанції з геологічної точки зору. Новим місцем було визначено півострів Цуруґа. 19 січня 1965 року Японська атомна енергетична компанія вирішила назвати електростанцію Цуруґа на честь міста, де вона розташована. 11 жовтня 1965 року було подано заяву на дозвіл на будівництво першого блоку. 22 квітня 1966 року заявку було схвалено, і незабаром після цього на місці почалися підготовчі роботи. 14 травня 1969 року було підписано контракт з GE на будівництво першого блоку. Будівництво першого блоку почалося 24 листопада 1966 р. Це був киплячий реактор валовою потужністю 357 МВт. Він був підключений до мережі менш ніж через 3 роки після початку будівництва, 16 листопада 1969 року. Він увійшов в комерційну експлуатацію 14 березня 1970 року.
3 жовтня 1979 року було подано заяву на дозвіл будівництва другого блоку. Незабаром заявку було схвалено, і 6 листопада 1982 року почалося будівництво другого блоку. Це чотириконтурний реактор з водою під тиском загальною потужністю 1160 МВт. Підключення до мережі відбулося 19 червня 1986 року, а промислову експлуатацію блок введено 17 лютого 1987 року.
19 березня 1993 року міська рада Цуруґи схвалила громадську петицію щодо будівництва енергоблоків 3 і 4. 2 серпня 2002 року ці два блоки були включені до генерального плану розвитку енергетики країни, а заявка на отримання дозволу на будівництво була схвалена 30 березня 2002 року. 2 липня 2004 року почалися підготовчі роботи на ділянці, де мали бути побудовані два нових блоки APWR загальною потужністю 1538 МВт.

### Землетрус і цунамі Тохоку 2011 року
Через землетрус і цунамі в Тохоку в березні 2011 року станція була тимчасово зупинена, а підготовчі роботи з будівництва енергоблоків № 3 і № 4 мали залишитися закритими до виконання відповідних робіт з модернізації для відповідності новим національним стандартам, запровадженим після аварії на АЕС «Фукусіма-1». Враховуючи, що потужність першого блоку є відносно невеликою, і, перш за все, він уже наближався до кінця свого терміну експлуатації, 17 березня 2015 року було прийнято рішення, що він ніколи не повертатиметься до роботи, а 27 квітня 2015 року він був остаточно виведений з експлуатації одночасно з першими двома блоками АЕС Міхама. На енергоблоці 2 тривають роботи з модернізації. Однак його шанси на запуск знизилися після того, як виявилося, що реактор побудований на тектонічному розломі. Будівництво блоків 3 і 4 очікує на подальше затвердження.

## Інформація про реактори
| Реактор  | Тип реактора    | Продуктивність | Продуктивність | Початок будівництва | Підключення до мережі | Введення в експлуатацію | Закриття    |
| Реактор  | Тип реактора    | Нетто          | Брутто         | Початок будівництва | Підключення до мережі | Введення в експлуатацію | Закриття    |
| -------- | --------------- | -------------- | -------------- | ------------------- | --------------------- | ----------------------- | ----------- |
| Цуруґа-1 | BWR-2 170-308   | 340 МВт        | 357 МВт        | 24. 11. 1966        | 16. 11. 1969          | 14. 3. 1970             | 27. 4. 2015 |
| Цуруґа-2 | Mitsubishi M412 | 1108 МВт       | 1160 МВт       | 6. 11. 1982         | 19. 6. 1986           | 17. 2. 1987             |             |
| Цуруґа-3 | APWR            |                | 1538 МВт       | Відкладено          |                       |                         |             |
| Цуруґа-4 | APWR            |                | 1538 МВт       | Відкладено          |                       |                         |             |